# 松平斉孝
松平 斉孝（まつだいら なりたか）は、江戸時代後期の大名。美作津山藩7代藩主。官位は従四位上・越後守、左近衛中将。

## 略歴
5代藩主・松平康哉の三男として誕生。初名は克孝のち康孝。
文化2年（1805年）に兄で6代藩主・康乂の死去により、その養子として家督を継ぐ。この頃、津山藩は御家門であるにもかかわらず、石高や待遇において冷遇されていた。これに不満を持った康孝は、幕府にかつての10万石への復帰を訴えた。嫡男がいなかったためと家格復活を実現させるため、幕府からの要請もあり、文化14年（1817年）に11代将軍・徳川家斉の十五男・銀之助（後の斉民）を養嗣子として迎えた（10年後に四男・龍次郎（のちの9代藩主慶倫）が誕生する）。これにより、津山藩は5万石を加増され、昔の10万石に戻されることとなり、官位・家格も向上した。
天保2年（1831年）11月22日、隠居して家督を斉民に譲り名を斉孝と改名した。天保9年（1838年）2月3日に死去。

## 系譜
- 父：松平康哉（1752-1794）
- 母：不詳
- 養父：松平康乂（1786-1805）
- 正室：箏 - 松平治好の娘
- 室：中西氏
  - 四男：松平慶倫（1827-1871） - 松平斉民の養子
  - 五男：松平直温（1830-1856） - 松平直興の婿養子
- 室：法乗院 - 雨林氏
  - 七男：松平定安（1835-1882） - 松平斉斎の婿養子
- 生母不明の子女
  - 女子：睦 - 本多正寛正室
  - 女子：従 - 松平斉民正室
  - 女子：恂子 - 脇坂安坦正室
  - 女子：山口弘封正室
- 養子
  - 男子：松平斉民（1814-1891） - 徳川家斉の十五男
  - 女子：敏 - 松平斉民継室、松平維賢（松平康哉の四男）の娘